# Leova
Leova is een gemeente - met stadstitel - en de hoofdplaats van de Moldavische bestuurlijke eenheid (unitate administrativ-teritorială) Leova.
De gemeente telt 10.900 inwoners (01-01-2012).